# The Secret - Le verità nascoste
The Secret - Le verità nascoste (The Secrets We Keep) è un film del 2020 diretto da Yuval Adler.

## Trama
Alla fine degli anni Cinquanta, in una piccola cittadina americana, Maja vive felicemente con il marito medico e il loro figlioletto. Maja non ha mai raccontato a nessuno, neanche al marito, il suo passato di donna rumena scampata a un campo di concentramento e che durante la fuga ha subito violenza e ha visto uccidere la sorella.
Un giorno, mentre cammina per la strada, crede di riconoscere nel fischiettio di un uomo, il suo carnefice. Dopo vari dubbi e incertezze, lo rapisce e lo rinchiude nella cantina di casa dove con vari metodi tenta di far confessare all'uomo i suoi crimini. Coinvolge in tutto ciò il marito, che in più di un'occasione si dimostra scettico. Il prigioniero si professa innocente, ribadisce di essere un cittadino svizzero e supplica la donna di liberarlo e lasciarlo ritornare da sua moglie e dai suoi figli. Maja comincia a frequentare la moglie dell'uomo e capisce che anche lui non ha raccontato il suo passato alla donna, allo stesso modo di lei con il marito. Vittima e carnefice hanno le loro verità nascoste.
Nel frattempo la polizia comincia a indagare sulla scomparsa dell'uomo e quindi Maja deve cercare di far confessare l'uomo quanto prima. Alla fine l'uomo crolla e racconta qualche particolare sulla guerra e il suo dolore per come questa lo abbia trasformato. A sentire questo racconto il marito di Maja gli spara uccidendolo. Al marito sconvolto Maja dice che continueranno la loro vita come nulla fosse successo: con i segreti si può convivere. Alla festa del paese si presentano tranquilli come nulla fosse successo. Maja e la moglie dell'uomo ucciso si guardano e si salutano.

## Distribuzione
È stato distribuito nelle sale cinematografiche italiane a partire dal 15 ottobre 2020.